# خودارجاعی
در منطق، اصطلاح خودارجاعی یا دلالت به خود (به انگلیسی: Self reference) به گزاره‌ای گفته می‌شود که دربارهٔ موقعیتی باشد که به خود فرد برمی‌گردد. گزاره‌های خودارجاعی، در زمرهٔ گزاره‌هایی هستند که هیچ‌گونه واقعیتی خارجی‌ برای تعیین ارزش صدق آن‌ها در دست نیست.
به‌کارگیری این گزاره‌ها، منجر به ایجاد پارادوکس‌هایی می‌شود که پارادوکس دروغگو و پارادوکس راسل از این جمله‌اند.